# Villariès

Villariès este o comună în departamentul Haute-Garonne din sudul Franței. În 2009 avea o populație de 814 de locuitori.

## Evoluția populației
| An        | 1975 | 1982 | 1990 | 1999 | 2006 | 2009 |
| --------- | ---- | ---- | ---- | ---- | ---- | ---- |
| Populație | 239  | 377  | 523  | 592  | 770  | 814  |

## Zabytki

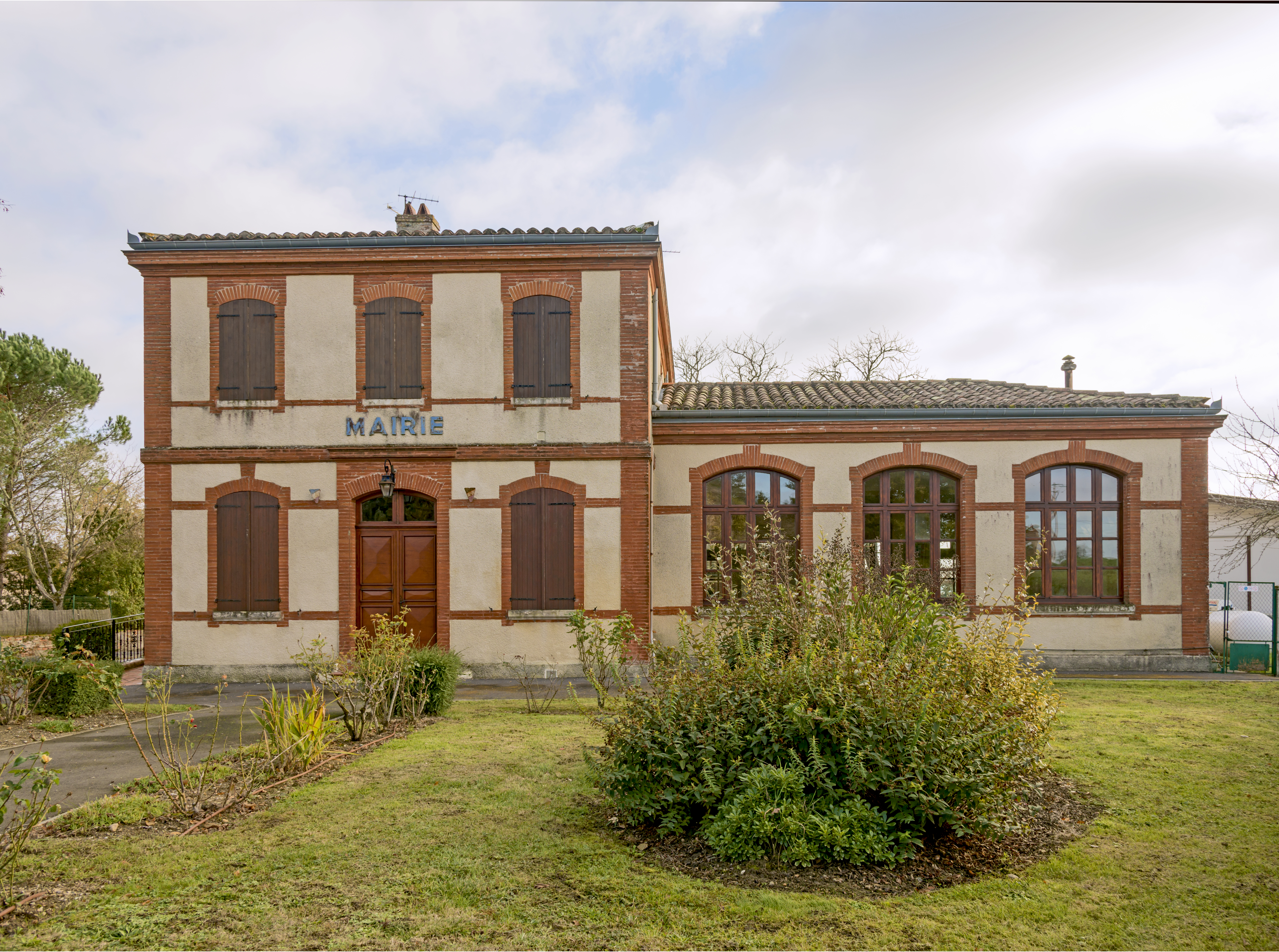
Primărie.
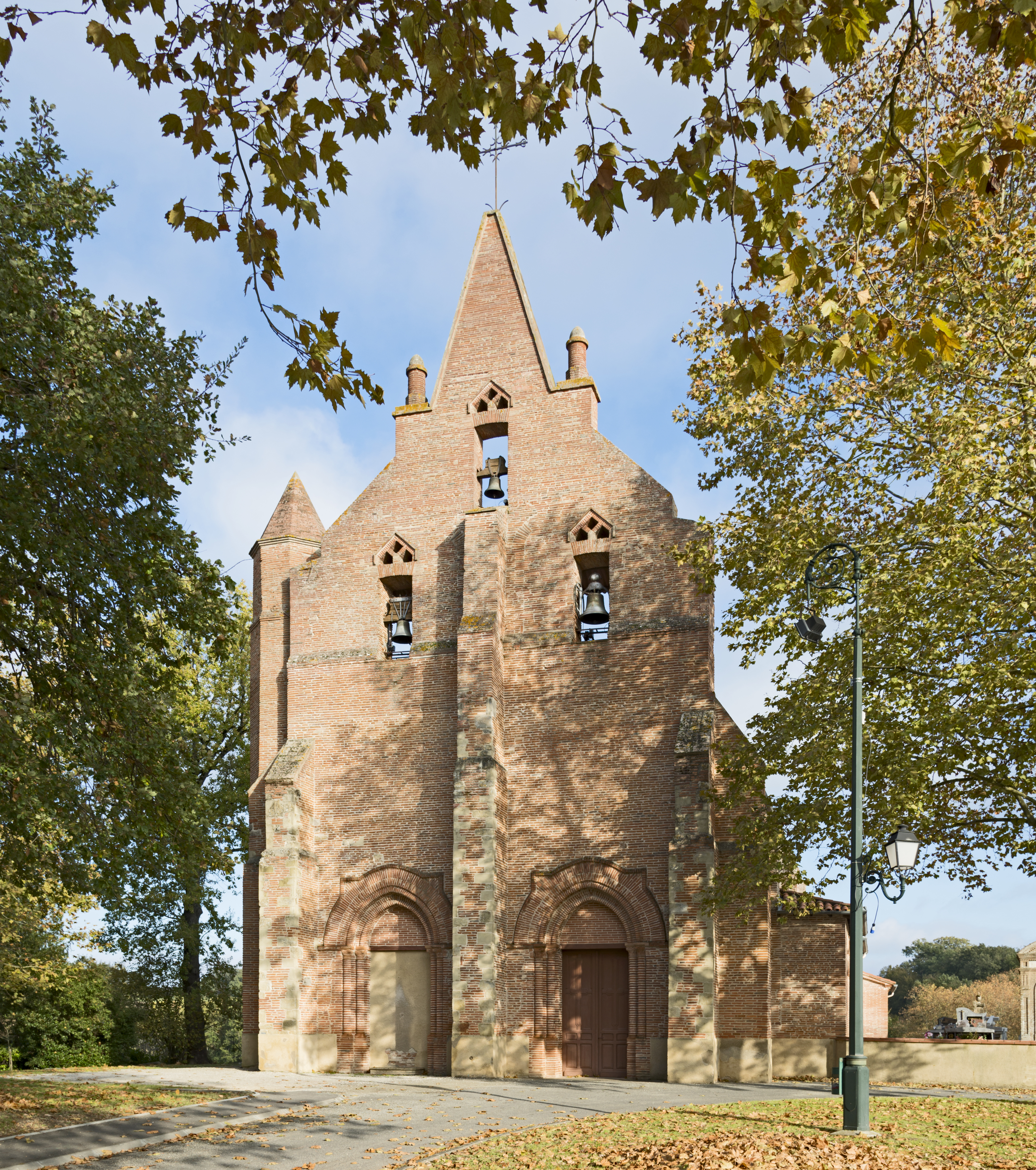
Biserica.